# Conway Twitty

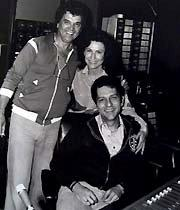
Conway Twitty, Loretta Lynn och David Barnes 1979.

Conway Twitty, född Harold Lloyd Jenkins den 1 september 1933 i Friars Point i Coahoma County, Mississippi, död 5 juni 1993 i Springfield i Missouri, var en amerikansk sångare som främst ägnade sig åt countrymusik. Han hade dessförinnan slagit igenom med en rockversion av "Mona Lisa" och därefter två populära uppföljare i ett lugnare tempo - "It's only make believe" och "Lonely Blueboy". Den förstnämnda sade han sig ha komponerat i ett inspirerat ögonblick - på 15 minuter.
Han har bland annat gjort sången "Louisiana Woman Mississippi Man" från 1971 tillsammans med Loretta Lynn. Han valdes in i Country Music Hall of Fame 1999, är med i Rockabilly Hall of Fame och ligger etta på den amerikanska country-hitlistan.

## Diskografi

### Studioalbum
- Conway Twitty Sings (1958)
- Saturday Night with Conway Twitty (1959)
- Lonely Blue Boy (1960)
- The Rock & Roll Story (1960)
- The Conway Twitty Touch (1961)
- Portrait of a Fool (1962)
- Hit the Road!	 (1964)
- Conway Twitty Sings (1966)
- Look Into My Teardrops (1966)
- Country	 (1967)
- Here's Conway Twitty & His Lonely Blue Boys (1968)
- Next in Line (1968)
- Darling, You Know I Wouldn't Lie (1969)
- I Love You More Today (1969)
- You Can't Take the Country Out of Conway	 (1969)
- To See My Angel Cry / That's When She Started to Stop Loving You (1970)
- Hello Darlin' (1970)
- Fifteen Years Ago (1970)
- How Much More Can She Stand (1971)
- I Wonder What She'll Think About Me Leaving (1971)
- Conway Twitty Sings the Blues (1972)
- I Can't See Me Without You (1972)
- I Can't Stop Loving You / (Lost Her Love) On Our Last Date (1972)
- She Needs Someone to Hold Her (When She Cries) (1973)
- You've Never Been This Far Before / Baby's Gone (1973)
- Clinging to a Saving Hand / Steal Away (1973)
- Who Will Pray for Me (1973)
- Honky Tonk Angel (1974)
- I'm Not Through Loving You Yet (1974)
- Linda on My Mind (1975)
- The High Priest of Country Music	 (1975)
- This Time I've Hurt Her More Than She Loves Me (1975)
- Now and Then (1976)
- Play, Guitar Play (1977)
- I've Already Loved You in My Mind (1977)
- Georgia Keeps Pulling on My Ring (1978)
- Conway	 (1978)
- Country Rock (1979)
- Cross Winds (1979)
- Heart & Soul (1980)
- Rest Your Love on Me (1980)
- Mr. T (1981)
- Southern Comfort (1982)
- Dream Maker (1982)
- Lost in the Feeling (1983)
- Merry Twismas (1983)
- By Heart (1984)
- Don't Call Him a Cowboy (1985)
- Chasin' Rainbows (1985)
- Fallin' for You for Years (1986)
- Borderline (1987)
- Still in Your Dreams (1988)
- House on Old Lonesome Road (1989)
- Crazy in Love (1990)
- Even Now (1991)
- Final Touches (1993)

### Singlar (urval)
#1 singlar på Billboard Hot 100 / Hot Country Songs
- "It's Only Make Believe" (1958)
- "Next in Line" (1968)
- "I Love You More Today" (1969)
- "To See My Angel Cry" (1969)
- "Hello Darlin'" (1970)
- "Fifteen Years Ago" (1970)
- "How Much More Can She Stand" (1971)
- "(Lost Her Love) On Our Last Date" (1972)
- "I Can't Stop Loving You" (1972)
- "She Needs Someone to Hold Her (When She Cries)" (1972)
- "I See the Want To in Your Eyes" (1974)
- "Linda on My Mind" (1975)
- "Touch the Hand" (1975)
- "This Time I've Hurt Her More Than She Loves Me" (1975)
- "After All the Good Is Gone" (1976)
- "The Games That Daddies Play" (1976)
- "I Can't Believe She Gives It All to Me" (1976)
- "Play Guitar Play" (1977)
- "I've Already Loved You in My Mind" (1977)
- "Don't Take It Away" (1979)
- "I May Never Get to Heaven" (1979)
- "Happy Birthday Darlin'" (1979)
- "I'd Love to Lay You Down" (1980)
- "Rest Your Love on Me" (1981)
- "Tight Fittin' Jeans" (1981)
- "Red Neckin' Love Makin' Night" (1981)
- "The Clown" (1981)
- "Slow Hand" (1982)
- "The Rose" (1983)
- "Somebody's Needin' Somebody" (1984)
- "I Don't Know a Thing About Love (The Moon Song)" (1984)
- "Ain't She Somethin' Else" (1984)
- "Don't Call Him a Cowboy" (1985)
- "Desperado Love" (1986)